# Marc-Antoine Charpentier
Marc-Antoine Charpentier (tiếng Pháp: [maʁk ɑ̃.twan ʃaʁ.pɑ̃.tje]; 1643 – ngày 24 tháng 2 năm 1704) là nhà soạn nhạc thuộc thời kỳ ba rốc Pháp.

## Cuộc đời
Charpentier được sinh ra tại hoặc gần Paris. Tại đây ông được hưởng một nền giáo dục tốt và đăng ký học luật ở Paris khi ông bước vào tuổi 18. Ông có thể đã ở Rome hai hoặc ba năm khoảng 1667 đến 1669 và học nhạc với Giacomo Carissimi. Sau đó ông trở về Pháp, trở thành nhà soạn nhạc cho Marie de Lorraine, duchesse de Guise. Trong mười bảy năm tiếp theo, Charpentier sáng tác một số lượng đáng kể các công trình thanh nhạc cho bà ta. Các loại nhạc tôn giáo như Psalm, hymn, motet, một magnificat, một mass

## Sự nghiệp sáng tác
Tác phẩm của ông bao gồm oratorio, mass, opera và nhiều thể loại khác nữa khó có thể phân loại.

### Operas
- Les amours d'Acis et Galatée, Lost, 1678?
- Les arts florissants, H. 487, 1685–86
- La descente d'Orphée aux enfers, H. 488; 1686–87
- Le jugement de Pâris, (1690)
- Philomèle, lost, 1690
- Médée, H. 491; 1693

### Biblical tragedies
- Celse Martyr, Music lost; P. Bretonneau's libretto published in 1687.
- David et Jonathas, H. 490, 1688. (Libretto by P. Bretonneau.)

### Pastorales
- Petite pastorale eglogue de bergers, H. 479; October 1676
- Actéon, H. 481; 1684
- Il faut rire et chanter: Dispute de Bergers, H. 484; 1685
- La fête de Ruel, H. 485; 1685
- La couronne de fleurs, H. 486; 1685
- Le retour de printemps, Lost.
- Cupido perfido dentr'al mio cor

### Pastoraletta
- Amor vince ogni cosa, H. 492

### Incidental theater music
- Les Fâcheux, 1672. Music lost (if indeed Charpentier did more than simply conduct the play a few times, as the records of the Comédie Française suggest), comedy by Molière.
- La comtesse d'Escarbagnas, H. 494; 1672 (comedy by Molière.)
- Le médecin malgré lui, four airs survive, date uncertain. (comedy by Molière)
- L'Inconnu, music lost; 1675 ("galant play" by Donneau de Visé và Thomas Corneille)
- Circé, H. 496; 1675. (tragedy with machines by Thomas Corneille; divertissements by Donneau de Visé)
- Ouverture du prologue de l'Inconnu, H. 499; a reworking of the prologue d'Acis et Galathée, an opera written for M. de Riants in 1679
- Andromède, H. 504; 1682 (tragedy with machines by Pierre Corneille)
- Vénus et Adonis, H. 507; 1685 (a play with machines, by Donneau de Visé)

### Comédies-ballet
- Le mariage forcé (comedy by Molière,1672)
- Le malade imaginaire (comedy with machines by Molière, 1673)
- Le sicilien (for the comedy by Molière reworked in 1679)

### Ballets
- Polyeucte, H. 498 (music for a performance of Pierre Corneille's play at the Collège d'Harcourt, 1679)

### Divertissements
- Les plaisirs de Versailles, H. 480; 1682
- Idylle sur le retour de la santé du roi, H. 489; 1687

### Interludes (Intermèdes)
- Le triomphe des dames (1676)
- La pierre philosophale (1681)
- Endymion (1681)
- Dialogues d'Angélique et de Médor (1685)

### Sonatas
- Sonate à huit (H.548)

### Sacred music
- Messe (H. 1)
- Messe Pour Mr. Mauroy (H. 6)
- Extremum Dei judicium (H. 401)
- Messe de minuit pour noël (H. 9, c. 1690)
- Missa assumpta est Maria (H. 11, 1698–1702)
- Litanies de la vierge (H. 83, 1683–1685)
- Te Deum (H. 146, c. 1690)
- Dixit Dominus (H. 204)
- In nativitatem Domini canticum (H. 416)
- Méditations pour le Carême (H.380-389)
- Noëls (3) (H. 531 c. 1680)
- Noëls pour les instruments (H. 534, c. 1690)
- Precatio pro filio regis (Offertory) (H. 166)
- Panis quem ego dabo (Elevation) (H. 275)